# مقصدهای پروازی امریکن ایرلاینز
مقصدهای پروازی امریکن ایرلاینز به شرح زیر است:

## مقصدهای متوقف‌شده
- آکاپولکو، گوئررو - فرودگاه بین‌المللی ژنرال خوان آلوارز
- آسونسیون - فرودگاه بین‌المللی سیلویو پتیروسی
- باتون‌روژ، لوئیزیانا - فرودگاه باتون‌روژ متروپالیتن
- برمینگم، آلاباما - فرودگاه بین‌المللی برمینگهم-شاتلسورث
- بوداپست - فرودگاه بین‌المللی بوداپست فرنک لیست[۱۶]
- برلینگتون، ورمانت - فرودگاه بین‌المللی برلینگتون
- کمپیناس - فرودگاه بین‌المللی ویراکوپوس-کامپیناس[۱۷]
- شیکاگو - فرودگاه بین‌المللی میدوی شیکاگو
- سینسیناتی، اوهایو - فرودگاه شهری سینسنتی لونکن
- کوریتیبا - فرودگاه بین‌المللی آفونسو پنا[۱۷]
- کوزکو - فرودگاه بین‌المللی الیاندرو ولاسکو استیت
- دالاس - فرودگاه دالاس لاو[۱۸]
- دهلی - فرودگاه بین‌المللی ایندیرا گاندی[۱۹]
- دنور، کلرادو - Stapleton International Airport
- فربنکس - فرودگاه بین‌المللی فیربنکس[۲۰]
- فورت وورث، تگزاس - فرودگاه بین‌المللی گریتر سوت‌وست
- هارلینجن - فرودگاه بین‌المللی ولی
- هلسینکی - فرودگاه هلسینکی[۲۱]
- لندن - فرودگاه گاتویک[۲۲] & فرودگاه استانستد لندن[۲۳]
- مانیل - فرودگاه بین‌المللی نینوی آکوئینو
- مونتری - فرودگاه بین‌المللی دل نورت
- مسکو - فرودگاه بین‌المللی دوموده‌دوو[۲۴]
- نادی - فرودگاه بین‌المللی نادی - فیجی[۲۵]
- ناگویا - فرودگاه بین‌المللی چوبو سنترایر[۲۶]
- نیپلز، فلوریدا - فرودگاه شهری ناپل
- اوساکا - فرودگاه بین‌المللی کانزای
- پاریس - فرودگاه اورلی
- پاگو پاگو - فرودگاه بین‌المللی پاگو پاگو[۲۷]
- پورتو الگره - فرودگاه بین‌المللی سلگدو فیلهو[۲۸]
- کیتو - فرودگاه بین‌المللی ماریسکال سوکره
- ریسیف - فرودگاه ریکایف[۲۹]
- سالوادور، باییا - فرودگاه بین‌المللی دپوتادو لوئیس ادواردو مگاهاس[۲۹][۳۰]
- استکهلم - فرودگاه استکهلم-آرلاندا
- تل‌آویو - فرودگاه بین‌المللی بن گوریون[۳۱]
- ایپسیلانتی، میشیگان - فرودگاه ویلسون ران